# الجامعة الملكية المغربية للملاكمة
الجامعة الملكية المغربية للملاكمة هي الهيئة التي تدير الملاكمة الإنجليزية في المغرب، والمخول لها هيكلة وتطوير ومراقبة وتنظيم ممارسة الملاكمة على المستوى الوطني.
منذ عام 2021، انتخب عبد الجواد بلحاج رئيسا لجامعة الملكية المغربية للملاكمة لولاية جديدة.